# Khu quốc hội 1, Oregon
Khu quốc hội số 1 của Oregon bao gồm góc tây bắc của Oregon. Nó gồm có các quận Clatsop, Columbia, Washington, Yamhill, và tây nam thành phố Portland, một phần Quận Multnomah thuộc khu quốc hội số 3 trước khi phân chia lại các khu quốc hội tại Oregon vào năm 2002.
Khu quốc hội này do đảng viên Dân chủ David Wu đại diện tại Hạ viện Hoa Kỳ từ năm 1998.